# Oranienburg
Oranienburg és una petita ciutat a prop de Berlín. És coneguda per tenir el camp de concentració de Sachsenhausen.